# Gregor Krek
Gregor Krek, slovenski jezikoslovec, filolog in pesnik, * 8. marec 1840, Četena Ravan, † 2. avgust 1905, Gradec.

## Življenje in delo
Rodil se je očetu Bartolu (Jerneju) in materi Mariji (rojena Debeljak).
Gimnazijo je v letih 1852−60 obiskoval v Ljubljani. Klasično filologijo je študiral v Gradcu, kjer je bil leta 1864 promoviran. Eno leto je poslušal Miklošičeva predavanja. Potem pa je leta 1865 opravil profesorski izpit.
Kot diplomiran slavist je služboval najprej na realki v Gradcu. Ko se je na graški univerzi leta 1867 habilitiral za slovanske jezike in slovstvo, je postal tam prvi profesor slavistike leta 1871. Dvignil je slovensko stolico na znanstveno višino in ustanovil slavistični seminar. Po upokojitvi 1902 je bival povečini v Ljubljani. Umrl je 2. avgusta 1905 v Gradcu, pokopan pa je v Ljubljani.
Kot znanstvenik je proučeval starejše slovansko slovstvo, zlasti ljudsko blago. Bil je soustanovitelj celovškega Kresa, kjer je objavil večino razprav, sicer pa je priobčeval študije v nemških strokovnih revijah in je napisal tudi več knjig. Njegov sin Gregor je bil odličen skladatelj in pravnik, profesor pravne fakultete v Ljubljani, član Slovenske akademije znanosti in umetnosti ter njen prvi generalni tajnik.